# Chilicola aequatoriensis
Chilicola aequatoriensis är en biart som beskrevs av Raymond Benoist 1942. Chilicola aequatoriensis ingår i släktet Chilicola och familjen korttungebin. Inga underarter finns listade i Catalogue of Life.